# Kościół Podwyższenia Krzyża Świętego w Rakszawie
Kościół Podwyższenia Krzyża Świętego – rzymskokatolicki kościół parafialny należący do parafii pod tym samym wezwaniem (dekanat Żołynia archidiecezji przemyskiej).
Świątynia została ufundowana przez księdza Antoniego Frączka – proboszcza parafii w Brzózie Królewskiej. Wybudowana została w latach 1880–1882, natomiast konsekrowana została w 1884 roku i otrzymała wówczas wezwanie Podwyższenia Krzyża Świętego. Informacja ta widnieje na tablicy inskrypcyjnej wmurowanej w ścianę prezbiterium.
Budowla jest orientowana i reprezentuje styl neoromański, wzniesiona została na planie krzyża łacińskiego. Pierwotnie była to ceglana budowla pokryta gontem z metalową sygnaturką. Najstarszą częścią murów jest prezbiterium i nawa z kaplicami: od strony południowej Świętego Maksymiliana (dawny babiniec), natomiast od strony północnej kaplica Matki Bożej Częstochowskiej z zakrystią (kaplica i zakrystia połączone były arkadowym przejściem). Kaplice otwierają się do nawy półkolistymi arkadami. Prezbiterium jest zamknięte trójbocznie i jest połączone z nawą półkolistym, sfrazowanym łukiem tęczowym. Wewnętrzna artykulacja ścian to powtórzenie zewnętrznej, podzielonej pilastrami podpierającymi profilowany gzyms. Wnętrze jest oświetlone przez osiem okien: sześć jest umieszczonych w nawie, natomiast dwa znajdują się w prezbiterium. Sklepienie kolebkowe jest obite deskami. Pola powstałe przez podzielenie wzdłuż i wszerz gurtami w 1895 roku zostały wypełnione polichromią autorstwa Lenartowicza, z przedstawieniem Ośmiu Błogosławieństw Czterech Cnót Kardynalnych w nawie, natomiast Trójcy Świętej – w prezbiterium. Posadzka jest wyłożona kamiennymi płytami. Elementami wystroju wnętrza oprócz świeczników kryształowych z XVIII wieku są cztery ołtarze: główny, ozdobiony obrazem samotnego Chrystusa na krzyżu, boczny po lewej stronie, ozdobiony obrazem Przemienienia Pańskiego, a po prawej stronie, ozdobiony obrazem św. Rocha. W ołtarzu kaplicy Matki Bożej znajduje się wizerunek Matki Bożej Częstochowskiej. Wszystkie są pomalowane farbą olejną na płótnie, z tym że podobraziem ostatniego jest deska, do której została przyklejone płótno. Oprócz tego obraz ten był przesłonięty olejnym obrazem z przedstawieniem św. Rozalii. Balaski ołtarzowe dzieliły świątynie na prezbiterium, czyli chór, w którym modliły się osoby duchowne oraz korpus nawy, gdzie modlili się wierni. Funkcjonalność świątyni podnosiły trzy konfesjonały (dwa wykonane z drewna dębowego, jeden wykonany z drewna sosnowego) oraz ławki (12 wykonanych z drewna osikowego z oparciem, 2 wykonane z drewna sosnowego bez oparcia).